# Paweł Owerłło (1826–1881)

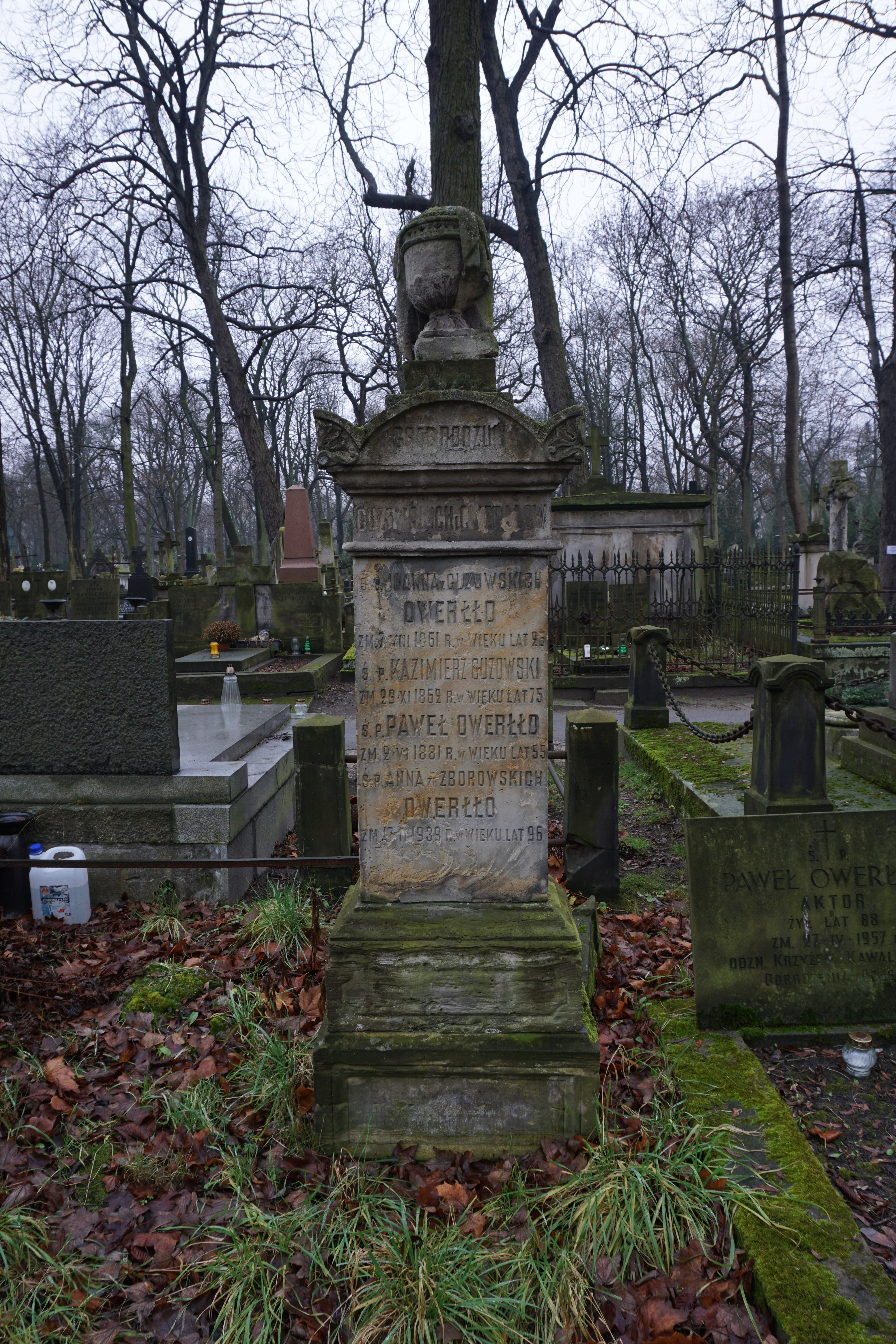
Grób Pawła Owerłło na cmentarzu Powązkowskim

Paweł Owerłło właśc. Paweł Ludwik Owerło (ur. 6 stycznia 1826, zm. 2 czerwca 1881 w Warszawie) – polski tancerz.

## Życiorys
Naukę tańca pobierał w szkole baletowej w Warszawie, po jej ukończeniu 1 września 1842 otrzymał angaż w Warszawskich Teatrach Rządowych. Początkowo tańczył role drugoplanowe, ale 17 sierpnia 1845 zadebiutował partią Elzethena w balecie Zabawy zimowe, czyli Miłosne intrygi Paula Taglioniego. Rok później został solistą charakterystycznym. Występował m.in. w takich baletach, jak: Giselle, Asmodea, Modniarki, Rozbójnik morski, Marco Spada i Pan Twardowski. 3 stycznia 1878 świętował trzydziestopięciolecie pracy artystycznej. 
Dwukrotnie żonaty: od 1852 pierwszą żoną była Joanna z Guzowskich (zm. 1861), z którą miał córkę Annę Owerłło (ur. ok. 1857), tancerkę i Lucjana Owerłło (1858–1939), aktora; od 2 listopada 1863 drugą żoną była Anna ze Zborowskich (zm. 1939), z którą miał syna Pawła Owerłło, aktora i tancerza.
Zmarł w Warszawie. Pochowany na cmentarzu Powązkowskim w Warszawie (kwatera 26-5-6,7).